# Sistranda
Sistranda è un villaggio della Norvegia, situato nella municipalità di Frøya, nella contea di Trøndelag.